# Azhagiapandiapuram
Azhagiapandiapuram é uma panchayat (vila) no distrito de Kanniyakumari , no estado indiano de Tamil Nadu.

## Demografia
Segundo o censo de 2001,  Azhagiapandiapuram  tinha uma população de 12,060 habitantes. Os indivíduos do sexo masculino constituem 50% da população e os do sexo feminino 50%. Azhagiapandiapuram tem uma taxa de literacia de 77%, superior à média nacional de 59.5%; com 52% para o sexo masculino e 48% para o sexo feminino. 9% da população está abaixo dos 6 anos de idade.